# کرمورن، نیو ساوت ولز
کرمورن (به انگلیسی: Cremorne) یک حومه شهر در استرالیا است که در نیو ساوت ولز واقع شده‌است.